# Domus Valeriorum
La Domus Valeriorum ("casa dei Valeri") era una vasta dimora privata di proprietà della famiglia dei Valerii Publicola, collocata nella Regio II Caelimontium di Roma antica.
La domus era situata in corrispondenza dell'odierno Ospedale dell'Addolorata e non è visitabile. Si conservano però molti resti di pavimenti e affreschi e si sono rinvenuti numerosi reperti.

## Storia
La domus si collocava nel contesto delle ricche residenze di Età repubblicana del Celio. Tutto il quartiere sul colle fu distrutto in Età imperiale da due incendi: nel 27 sotto Tiberio e nel 64 sotto Nerone.
Nel sito della casa si sono rinvenute undici iscrizioni relative alla famiglia nel III secolo.
La casa fu posta in vendita nel 404 dai proprietari Melania la giovane e Valerio Piniano, ma a causa della sua vastità e della magnificenza non furono trovati acquirenti; sei anni più tardi, dopo il sacco di Roma compiuto da Alarico e a seguito del quale la dimora fu pesantemente danneggiata, fu venduta per una modica cifra.
Nel 575, sui resti della domus fu fondato un ospizio per poveri e pellegrini, che in memoria dei proprietari si chiamò Xenodochium Valeriorum o A Valeriis.

## Descrizione
La lettura complessiva della struttura della domus non è possibile sulla base delle attuali conoscenze. Scavi archeologici effettuati verso il principio del XX secolo, in concomitanza con l'edificazione dell'Ospedale, portarono alla luce importanti resti della domus, riferibili a due distinte fasi edilizie, una con strutture in opus latericium e la seconda, tarda, con strutture in opus vittatum.
La fase più tarda si sviluppava in due settori, dei quali quello orientale aveva funzione termale. Dato che i rinvenimenti si concentravano nel settore centrale dell'Ospedale, si riteneva che l'area edificata si spingesse fino a via di Santo Stefano Rotondo e che l'area verso via Sant'Erasmo fosse destinata a giardini. Scavi recenti del 2005 hanno individuato anche nel settore sudoccidentale un corridoio affrescato e mosaicato con finestre che si affacciavano su un viridarium.
Un po' a nord del sito corrispondente all'Ospedale, presso la villa Casali, si rinvennero altri resti e una base iscritta di Lucio Valerio Publicola Massimo, console nel 232 o nel 253.